# وینستون گراهام
وینستون گراهام (انگلیسی: Winston Graham؛ ۳۰ ژوئن ۱۹۰۸ – ۱۰ ژوئیهٔ ۲۰۰۳) دارندهٔ عالی‌ترین نشان امپراتوری بریتانیا و یک نویسنده، رمان‌نویس و پدیدآور اهل بریتانیا بود.
مجموعه دوازده جلدی پولدارک و رمان بلند مارنی مشهورترین اثر وینستون گراهام می باشند.  
اولین رمان گراهام با عنوان پنجره‌های شیشه‌رنگی در سال ۱۹۳۴ منتشر شد. اولین رمان مجموعه پولدارک با نام راس پولدارک در سال ۱۹۴۵ منتشر شد و پس از آن یازده عنوان دیگر منتشر شد که آخرین رمان با نام بلا پولدارک در سال ۲۰۰۲ بود. داستان این مجموعه رمان در شهرستان کورنوال یعنی جایی که گراهام بیش از سه دهه از عمرش (۱۹۲۵-۱۹۶۰) را آنجا سپری کرد رخ می‌دهد. گراهام را استاد رمان‌های هیجانی می‌دانند. او در طی عمرش سی رمان (علاوه بر دوازده رمان پولدارک) و یک مجموعه داستان کوتاه (دختر ژاپنی ۱۹۷۱) و سه اثر غیرداستانی و دست‌کم چهار نمایشنامه داشت. به غیر از رمان‌های پولدارک، موفق ترین کتاب گراهام رمان هیجان‌انگیز مارنی بود که در سال ۱۹۶۱ منتشر شد و آلفرد هیچکاک بعدها فیلمی با اقتباس از آن ساخت. رمان‌های پولدارک تاکنون دوبار توسط شبکه BBC به شکل مجموعه تلویزیونی ساخته شده است.
انتشارات نقش جهان برای اولین بار در اسفند ۱۴۰۱ اقدام به نشر رمان‌های تاریخی پولدارک با ترجمه هدی زارعی کرد. این اولین برگردان از آثار وینستون گراهام به فارسی است.